# Vikingligr Veldi
Vikingligr Veldi är det första fullängdsalbumet av norska progressive black metal-bandet Enslaved.
Albumet var rankat som nummer 11 på anus.com för bästa black metal-albumet i världen. Vikingligr Veldi återutgavs 2004 av Candlelight Records i en dubbel-CD tillsammans med EP:n Hordanes Land.

## Låtlista
1. "Lifandi Lif Undir Hamri" – 11:31
2. "Vetrarnótt" – 10:58
3. "Midgards Eldar" – 11:16
4. "Heimdallr" – 6:15
5. "Norvegr"  – 10:56

Alla låtar skrivna av Ivar Bjørnson.

## Medverkande
Enslaved
- Ivar Bjørnson (eg. Ivar Skontorp Peersen) – gitarr, keyboard, ljudeffekter, mixnin, producent
- Grutle Kjellson (Kjetil Tvedte Grutle) – basgitarr, sång, producent, mixning
- Trym Torson (Kai Johnny Solheim) – trummor, percussion, producent, mixning

Andra medverkande
- Pytten (Eirik Hundvin) – producent, ljudtekniker, mixning
- Dave Bertolini – inspelning, ljudtekniker
- Padden (Jan Atle Åserød) – inspelning, trumprogrammering, mixning
- Hellhammer (Jan Axel Blomberg) – trumkoordinering
- Ronn Chick – mastering
- Asle Birkeland – omslagsdesign
- Hans Einar Johannesen – foto
- Jannicke Wiese-Hansen – logo